# Скотт, Фредерик
Фредерик Хью Скотт (англ. Frederick Hugh Scott, 29 ноября 1933, Британская Индия) — британский хоккеист (хоккей на траве), нападающий.

## Биография
Фредерик Скотт родился 29 ноября 1933 года в Британской Индии.
Играл в хоккей на траве за Королевские ВВС.
В 1956 году вошёл в состав сборной Великобритании по хоккею на траве на Олимпийских играх в Мельбурне, занявшей 4-е место. Играл на позиции нападающего, провёл 4 матча, мячей не забивал.
В 1960 году вошёл в состав сборной Великобритании по хоккею на траве на Олимпийских играх в Риме, занявшей 4-е место. Играл на позиции нападающего, провёл 5 матчей, забил 2 мяча (по одному в ворота сборных Швейцарии и Испании).